# Lac Pink
Le lac Pink est un lac méromictique situé dans le parc de la Gatineau, à Gatineau, dans la province canadienne de Québec, à proximité de la capitale canadienne Ottawa. La couleur verte turquoise du lac provient de la présence d'algues. Le lac est en danger d'eutrophisation à cause des activités humaines. Il est défendu de s'y baigner, d'y jeter des pierres et il est interdit de quitter les sentiers balisés qui permettent d'en faire le tour (sentier de 2,5 km).

## Toponymie
Le lac Pink tire son nom de la famille de James Pink, un colon irlandais qui s'est fait concéder une terre dans les environs du lac et a construit une ferme non loin en 1826. La Commission de géographie, ancêtre de la Commission de toponymie, a accepté ce toponyme en 1935. Son nom n'a donc aucun rapport avec la couleur rose qui est la traduction française du mot anglais Pink.

## Géographie
Le lac Pink est situé dans le parc de la Gatineau, dans le secteur d'Aylmer de la ville de Gatineau. Il se déverse dans le ruisseau Leamy, qui lui se déverse dans la rivière Gatineau. Il est situé légèrement à l'est de l'intersection de la promenade de la Gatineau et du chemin Notch.

## Caractéristiques
Grâce à ses propriétés méromictiques, le lac contient d'anciennes formes de bactéries qui utilisent du soufre plutôt que du dioxyde de carbone pour faire de la photosynthèse. Ces bactéries se trouvent sur le fond du lac sur une épaisseur d'environ 7 mètres ce qui empêche toute présence d'oxygène (et donc de vie aérobique) dans l'eau dans le fond du lac.
Le lac Pink possède comme seul poisson une variante d'eau douce de l'épinoche à trois épines. Dans le passé, le lac faisait partie d'une mer salée. Lors du retrait de cette mer et vu les propriétés du lac (faible renouvellement de l'eau), les poissons d'eau salée ont eu le temps de s'habituer pendant plusieurs générations à la perte très lente de la salinité de l'eau.
Le phosphore, que l'on retrouve entre autres dans le calcite et dans le marbre, est contenu dans le roc entourant le lac et est à l'origine de sa couleur jade. Il favorise la croissance de nombreuses algues microscopiques qui donnent la coloration particulière au lac.

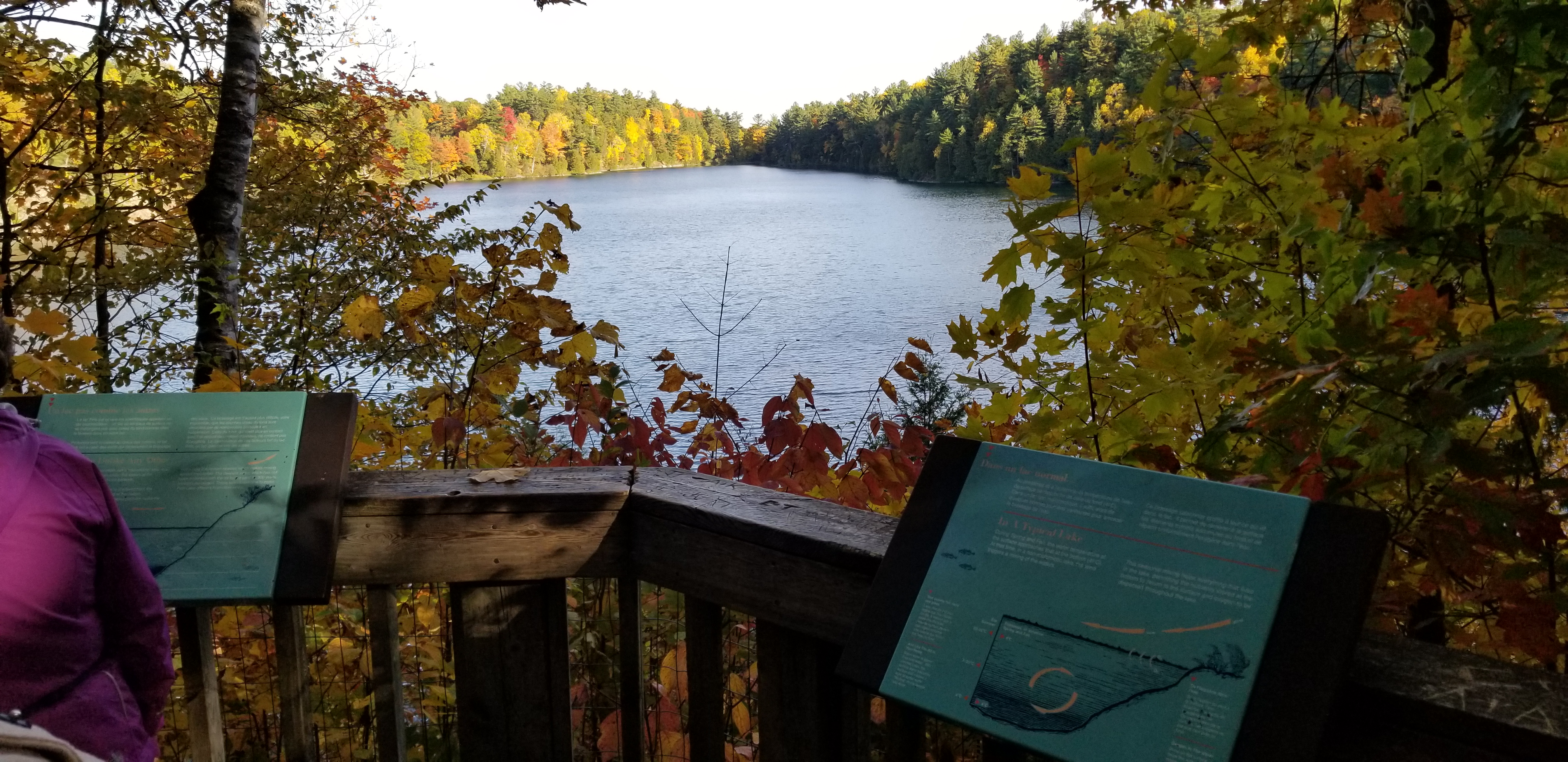
Vue du lac et des panneaux d'information sur la plate-forme d'observation.